# Моехау
Моехау (још познат и као Маероеро) је митско створење које се појављује на новозеландском Северном острву. Мисли се да су он и Маеро, друго новозеландско митско створење, иста животиња. За обојицу се говори да имају дугу длаку и оштре прсте. Неки људи мисле да је Моехау потомак Маера, али друго објашњење су претерани извештаји о виђењима горила. Прво виђење се десило на почетку 19. века. Многи мисле да је Моехау неоткривена врста хоминида. 